# 罗杰·列温茨
罗杰·列温茨（Roger Lewentz ，1963年3月19日—）是德国社会民主党政治人物，1984年加入德国社会民主党。2011年後當選代表莱茵兰-法尔茨州的德国联邦参议院議員，2012年當選德国社会民主党莱茵兰-法尔茨州主席以及擔任莱茵兰-法尔茨州内政部部长。  